# Дискография R.E.M.
Дискография группы R.E.M.

## Студийные альбомы
| Год  | Детали                                                                                                  | Максимальная позиция | Максимальная позиция | Максимальная позиция | Максимальная позиция | Максимальная позиция | Максимальная позиция | Максимальная позиция | Максимальная позиция | Максимальная позиция | Максимальная позиция | Максимальная позиция | Максимальная позиция | Максимальная позиция | Максимальная позиция | Максимальная позиция | Максимальная позиция | Максимальная позиция | Максимальная позиция | Максимальная позиция | Максимальная позиция | Сертификат |
| Год  | Детали                                                                                                  | АВС                  | АВТ                  | БЕЛ                  | ВЕЛ                  | ВЕН                  | ГЕР                  | ЕВР                  | ИРЯ                  | ИСП                  | ИТА                  | КАН                  | НИД                  | НОЗ                  | НОР                  | США                  | ФИН                  | ФРА                  | ШВА                  | ШВЕ                  | ЯПО                  | Сертификат |
| ---- | --- | -------------------- | -------------------- | -------------------- | -------------------- | -------------------- | -------------------- | -------------------- | -------------------- | -------------------- | -------------------- | -------------------- | -------------------- | -------------------- | -------------------- | -------------------- | -------------------- | -------------------- | -------------------- | -------------------- | -------------------- | --- |
| 1983 | Murmur Детали - Релиз: 12 апреля - Лейбл: I.R.S.                                                        | —                    | —                    | —                    | 100                  | —                    | —                    | —                    | —                    | —                    | —                    | —                    | —                    | 47                   | —                    | 36                   | —                    | —                    | —                    | —                    | —                    | Список - : Золотой - : Золотой |
| 1984 | Reckoning Детали - Релиз: 9 апреля - Лейбл: I.R.S.                                                      | —                    | —                    | —                    | 91                   | —                    | —                    | —                    | —                    | —                    | —                    | —                    | —                    | 23                   | —                    | 27                   | —                    | —                    | —                    | —                    | —                    | Список - : Золотой - : Золотой |
| 1985 | Fables of the Reconstruction Детали - Релиз: 10 июня - Лейбл: I.R.S.                                    | —                    | —                    | —                    | 35                   | —                    | —                    | —                    | —                    | —                    | —                    | 40                   | —                    | 29                   | —                    | 28                   | —                    | —                    | —                    | —                    | —                    | Список - : Платиновый - : Золотой |
| 1986 | Lifes Rich Pageant Детали - Релиз: 28 июля - Лейбл: I.R.S.                                              | 73                   | —                    | —                    | 43                   | —                    | —                    | 93                   | —                    | —                    | —                    | 39                   | —                    | 24                   | 17                   | 21                   | —                    | —                    | —                    | —                    | —                    | Список - : Платиновый - : Платиновый - : Золотой |
| 1987 | Document Детали - Релиз: 1 сентября - Лейбл: I.R.S.                                                     | 47                   | —                    | —                    | 28                   | —                    | —                    | 83                   | —                    | —                    | —                    | 13                   | 47                   | 17                   | —                    | 10                   | 34                   | —                    | —                    | —                    | —                    | Список - : Золотой - : Платиновый - : Платиновый |
| 1988 | Green Детали - Релиз: 8 ноября - Лейбл: Warner Bros.                                                    | 16                   | —                    | 108                  | 27                   | —                    | —                    | 78                   | 80                   | —                    | —                    | 14                   | —                    | 6                    | —                    | 12                   | —                    | —                    | —                    | —                    | —                    | Список - : Золотой - : 2×Платиновый - : 2×Платиновый - : Платиновый |
| 1991 | Out of Time Детали - Релиз: 20 ноября - Лейбл: EMI                                                      | 4                    | 1                    | 1                    | 1                    | 13                   | 2                    | 1                    | 10                   | 3                    | 1                    | 1                    | 1                    | 3                    | 4                    | 1                    | 3                    | 1                    | 3                    | 7                    | 71                   | Список - : 2×Платиновый - : Платиновый - : Золотой - : Золотой - : Золотой - : 5×Золотой - : 7×Платиновый - : 4×Платиновый - : Золотой - : 2×Платиновый - : Платиновый - : Золотой |
| 1992 | Automatic for the People Детали - Релиз: 30 июня - Лейбл: EMI - Формат: LP, CD, SACD, Stereo 8, CS, DVD | 2                    | 3                    | 2                    | 1                    | 38                   | 2                    | 2                    | 3                    | 6                    | 4                    | 4                    | 2                    | 1                    | 4                    | 2                    | 2                    | 9                    | 3                    | 7                    | 27                   | Список - : 4×Платиновый - : 4×Платиновый - : Платиновый - : Золотой - : 2×Платиновый - : 5×Золотой - : 7×Платиновый - : Платиновый - : 2×Платиновый - : 2×Платиновый               |
| 1994 | Monster Детали - Релиз: 8 декабря - Лейбл: EMI - Формат: LP, CD, SACD, CS, Stereo 8                     | 2                    | 1                    | 1                    | 1                    | 25                   | 2                    | 1                    | 1                    | 5                    | 3                    | 1                    | 1                    | 1                    | 2                    | 1                    | 1                    | 11                   | 1                    | 1                    | 19                   | Список - : Платиновый - : Платиновый - : 4×Платиновый - : 2×Платиновый - : Платиновый - : 6×Платиновый - : Золотой - : Платиновый - : 2×Золотой - : Золотой - : Платиновый         |
| 1996 | New Adventures in Hi-Fi Детали - Релиз: 21 мая - Лейбл: EMI                                             | 1                    | 1                    | 1/3                  | 1                    | 7                    | 1                    | 1                    | 2                    | 5                    | 5                    | 1                    | 1                    | 1                    | 1                    | 2                    | 1                    | 6                    | 1                    | 1                    | 26                   | Список - : Золотой - : Золотой - : Платиновый - : Золотой - : Золотой - : 2×Платиновый - : Золотой - : Платиновый - : Золотой - : Золотой                                          |
| 1998 | Up Детали - Релиз: 27 октября - Лейбл: Warner Bros.                                                     | 5                    | 1                    | 4/25                 | 2                    | 35                   | 1                    | 1                    | 2                    | 17                   | 2                    | 2                    | 16                   | 8                    | 1                    | 3                    | 10                   | 9                    | 7                    | 2                    | 47                   | Список - : Золотой - : Золотой - : Золотой - : Платиновый - : Платиновый - : Платиновый - : Золотой - : Золотой - : Платиновый - : Золотой                                         |
| 2001 | Reveal Детали - Релиз: 15 мая - Лейбл: Warner Bros. - Формат: LP, CD, CS, DVD                           | 5                    | 1                    | 2/5                  | 1                    | 13                   | 1                    | 1                    | 1                    | 3                    | 1                    | 4                    | 7                    | 10                   | 1                    | 6                    | 3                    | 4                    | 1                    | 2                    | 20                   | Список - : Золотой - : Золотой - : Золотой - : 2×Платиновый - : Золотой - : Платиновый - : Золотой - : 2×Платиновый                                                                |
| 2004 | Around the Sun Детали - Релиз: 5 октября - Лейбл: Warner Bros. - Формат: LP, CD, CS                     | 6                    | 1                    | 5/5                  | 1                    | 31                   | 1                    | 1                    | 1                    | —                    | 1                    | 7                    | 7                    | 12                   | 1                    | 13                   | 3                    | 9                    | 1                    | 1                    | 28                   | Список - : Золотой - : Золотой - : Платиновый - : Платиновый - : Золотой - : Платиновый - : Золотой                                                                                |
| 2008 | Accelerate Детали - Релиз: 1 апреля - Лейбл: Warner Bros. - Формат: LP, ЦД, CD                          | 13                   | 2                    | 1/13                 | 1                    | 10                   | 2                    | 1                    | 1                    | 7                    | 2                    | 1                    | 2                    | 5                    | 1                    | 2                    | 10                   | 17                   | 1                    | 7                    | 29                   | Список - : Золотой - : 2×Платиновый - : Золотой - : Платиновый - : 2×Платиновый |
| 2011 | Collapse into Now Детали - Релиз: 8 марта - Лейбл: Warner Bros. - Формат: LP, ЦД, CD                    | 15                   | 2                    | 5/8                  | 5                    | 18                   | 1                    | —                    | 3                    | 3                    | 6                    | 6                    | 8                    | 10                   | 2                    | 5                    | 17                   | 31                   | 1                    | 9                    | 33                   | Список - : 4×Платиновый - : 3×Платиновый |

## Мини-альбомы
| Год  | Название                         | Лэйбл        |
| ---- | -------------------------------- | ------------ |
| 1982 | Chronic Town                     | I.R.S.       |
| 2001 | Not Bad for No Tour              | Warner Bros. |
| 2003 | Vancouver Rehearsal Tapes        | Warner Bros. |
| 2008 | Live from London                 | Warner Bros. |
| 2009 | Reckoning Songs from the Olympia | Warner Bros. |
| 2009 | Deep Cuts: R.E.M.                | Warner Bros. |

## Сборники
| Год  | Детали                                                                                                 | Максимальная позиция | Максимальная позиция | Максимальная позиция | Максимальная позиция | Максимальная позиция | Максимальная позиция | Максимальная позиция | Максимальная позиция | Максимальная позиция | Максимальная позиция | Максимальная позиция | Максимальная позиция | Максимальная позиция | Максимальная позиция | Максимальная позиция | Максимальная позиция | Максимальная позиция | Максимальная позиция | Максимальная позиция | Максимальная позиция | Сертификат |
| Год  | Детали                                                                                                 | АВС                  | АВТ                  | БЕЛ                  | ВЕЛ                  | ГЕР                  | ЕВР                  | ИРЯ                  | ИСП                  | ИТА                  | КАН                  | НИД                  | НОЗ                  | НОР                  | ПОР                  | США                  | ФИН                  | ФРА                  | ШВА                  | ШВЕ                  | ЯПО                  | Сертификат |
| ---- | --- | -------------------- | -------------------- | -------------------- | -------------------- | -------------------- | -------------------- | -------------------- | -------------------- | -------------------- | -------------------- | -------------------- | -------------------- | -------------------- | -------------------- | -------------------- | -------------------- | -------------------- | -------------------- | -------------------- | -------------------- | ---------- |
| 1987 | Dead Letter Office Детали - Лейбл: I.R.S.                                                              | —                    | —                    | —                    | 60                   | —                    | —                    | —                    | —                    | —                    | —                    | —                    | —                    | —                    | —                    | 52                   | —                    | —                    | —                    | —                    | —                    |            |
| 1988 | Eponymous Детали - Лейбл: Parlophone - Формат: 2×CD                                                    | 29                   | —                    | —                    | 69                   | —                    | —                    | —                    | —                    | —                    | —                    | —                    | —                    | —                    | —                    | 44                   | —                    | —                    | —                    | —                    | —                    |            |
| 1989 | Singleactiongreen Детали - Лейбл: Electronic Arts                                                      | —                    | —                    | —                    | —                    | —                    | —                    | —                    | —                    | —                    | —                    | —                    | —                    | —                    | —                    | —                    | —                    | —                    | —                    | —                    | —                    |            |
| 1991 | The Best of R.E.M. Детали - Релиз: 8 ноября - Лейбл: Parlophone                                        | 20                   | 22                   | —                    | 7                    | 23                   | —                    | —                    | —                    | —                    | —                    | —                    | —                    | —                    | —                    | —                    | —                    | —                    | 27                   | 47                   | —                    |            |
| 1993 | The Automatic Box Детали - Релиз: 8 ноября - Лейбл: Parlophone                                         | —                    | —                    | —                    | —                    | —                    | —                    | —                    | —                    | —                    | —                    | —                    | —                    | —                    | —                    | —                    | —                    | —                    | —                    | —                    | —                    |            |
| 1994 | R.E.M.: Singles Collected Детали - Релиз: 8 ноября - Лейбл: Parlophone                                 | —                    | —                    | —                    | —                    | —                    | —                    | 53                   | —                    | —                    | —                    | —                    | —                    | —                    | —                    | —                    | —                    | —                    | —                    | 43                   | —                    |            |
| 1997 | R.E.M.: In the Attic — Alternative Recordings 1985—1989 Детали - Релиз: 8 ноября - Лейбл: Parlophone   | —                    | —                    | —                    | —                    | —                    | —                    | —                    | —                    | —                    | —                    | —                    | —                    | —                    | —                    | 185                  | —                    | —                    | —                    | —                    | —                    |            |
| 2003 | In Time: The Best of R.E.M. 1988–2003 Детали - Релиз: 28 октября - Лейбл: Parlophone                   | 1                    | 1                    | 1/8                  | 1                    | —                    | —                    | 1                    | —                    | —                    | —                    | —                    | —                    | —                    | —                    | 8                    | 8                    | 6                    | 1                    | 1                    | —                    |            |
| 2004 | iTunes Originals — R.E.M. Детали - Релиз: 28 октября - Лейбл: Parlophone                               | —                    | —                    | —                    | —                    | —                    | —                    | —                    | —                    | —                    | —                    | —                    | —                    | —                    | —                    | —                    | —                    | —                    | —                    | —                    | —                    |            |
| 2006 | And I Feel Fine… The Best of the I.R.S. Years 1982—1987 Детали - Релиз: 28 октября - Лейбл: Parlophone | —                    | —                    | —                    | —                    | —                    | —                    | —                    | —                    | —                    | —                    | —                    | —                    | —                    | —                    | 148                  | —                    | —                    | —                    | —                    | —                    |            |

## Синглы

### 1980-е
| Год  | Сингл                                                       | Позиции в чартах | Позиции в чартах | Позиции в чартах | Позиции в чартах | Позиции в чартах | Позиции в чартах | Позиции в чартах | Позиции в чартах | Позиции в чартах | Позиции в чартах | Позиции в чартах | Альбом                       |
| Год  | Сингл                                                       | АВС              | ВЕЛ              | ГЕР              | ИРЯ              | ИТА              | КАН              | НИД              | НОЗ              | США              | США. Main        | США. Alt         | Альбом                       |
| ---- | ----------------------------------------------------------- | ---------------- | ---------------- | ---------------- | ---------------- | ---------------- | ---------------- | ---------------- | ---------------- | ---------------- | ---------------- | ---------------- | ---------------------------- |
| 1981 | «Radio Free Europe»                                         | —                | —                | —                | —                | —                | —                | —                | —                | —                | —                | —                | Неальбомный сингл            |
| 1983 | «Radio Free Europe»                                         | —                | —                | —                | —                | —                | —                | —                | —                | —                | 25               | —                | Murmur                       |
| 1991 | «Talk About the Passion»                                    | —                | —                | —                | —                | —                | —                | —                | —                | —                | —                | —                | Murmur                       |
| 1984 | «So. Central Rain (I’m Sorry)»                              | —                | —                | —                | —                | —                | —                | —                | —                | —                | —                | —                | Reckoning                    |
| 1984 | «(Don’t Go Back To) Rockville»                              | —                | —                | —                | —                | —                | —                | —                | —                | —                | —                | —                | Reckoning                    |
| 1984 | «Cant Get There from Here»                                  | —                | —                | —                | —                | —                | —                | —                | —                | —                | 14               | —                | Fables of the Reconstruction |
| 1985 | «Driver 8»                                                  | —                | —                | —                | —                | —                | —                | —                | —                | —                | 22               | —                | Fables of the Reconstruction |
| 1985 | «Wendell Gee»                                               | —                | —                | —                | —                | —                | —                | —                | —                | —                | —                | —                | Fables of the Reconstruction |
| 1986 | «Fall on Me»                                                | —                | —                | —                | —                | —                | —                | —                | —                | —                | 5                | —                | Lifes Rich Pageant           |
| 1986 | «Superman»                                                  | —                | —                | —                | —                | —                | —                | —                | —                | —                | 17               | —                | Lifes Rich Pageant           |
| 1987 | «The One I Love»                                            | 84               | —                | —                | —                | —                | —                | —                | —                | —                | 2                | —                | Document                     |
| 1987 | «It’s the End of the World as We Know It (And I Feel Fine)» | —                | —                | —                | —                | —                | —                | —                | —                | —                | 16               | —                | Document                     |
| 1988 | «Finest Worksong»                                           | —                | —                | —                | —                | —                | —                | —                | —                | —                | 28               | —                | Document                     |
| 1988 | «Orange Crush»                                              | 15               | —                | —                | —                | —                | —                | —                | —                | —                | 1                | 1                | Green                        |
| 1989 | «Stand»                                                     | 56               | —                | —                | —                | —                | —                | —                | —                | —                | 1                | 1                | Green                        |
| 1989 | «Pop Song 89»                                               | —                | —                | —                | —                | —                | —                | —                | —                | —                | 14               | 16               | Green                        |
| 1989 | «Get Up»                                                    | —                | —                | —                | —                | —                | —                | —                | —                | —                | —                | —                | Green                        |

### 1990-е
| Год  | Сингл                                      | Позиции в чартах | Позиции в чартах | Позиции в чартах | Позиции в чартах | Позиции в чартах | Позиции в чартах | Позиции в чартах | Позиции в чартах | Позиции в чартах | Позиции в чартах | Позиции в чартах | Позиции в чартах | Позиции в чартах | Позиции в чартах | Позиции в чартах | Позиции в чартах | Позиции в чартах | Позиции в чартах | Позиции в чартах | Альбом                    |
| Год  | Сингл                                      | АВС              | АВТ              | БЕЛ              | ВЕЛ              | ГЕР              | ЕВР              | ИРЯ              | ИТА              | КАН              | НИД              | НОЗ              | НОР              | США              | США. Main        | США. Alt         | ФИН              | ФРА              | ШВА              | ШВЕ              | Альбом                    |
| ---- | ------------------------------------------ | ---------------- | ---------------- | ---------------- | ---------------- | ---------------- | ---------------- | ---------------- | ---------------- | ---------------- | ---------------- | ---------------- | ---------------- | ---------------- | ---------------- | ---------------- | ---------------- | ---------------- | ---------------- | ---------------- | ------------------------- |
| 1991 | «Losing My Religion»                       | 11               | 6                | 1                | 19               | —                | 8                | 5                | 8                | 6                | 1                | 16               | 4                | 4                | 1                | 1                | 11               | 3                | —                | 11               | Out of Time               |
| 1991 | «Shiny Happy People»                       | 19               | 14               | 8                | 6                | 10               | 10               | 2                | 12               | 5                | 13               | 29               | 10               | 10               | 8                | 3                | 12               | 10               | —                | 14               | Out of Time               |
| 1991 | «Near Wild Heaven»                         | —                | —                | —                | 27               | 46               | 31               | 3                | —                | —                | 51               | —                | —                | —                | —                | —                | 16               | —                | —                | —                | Out of Time               |
| 1991 | «Radio Song»                               | —                | —                | —                | 28               | —                | 36               | 5                | —                | —                | 56               | —                | —                | —                | —                | —                | —                | —                | —                | —                | Out of Time               |
| 1991 | «Drive»                                    | 34               | 11               | 13               | 11               | 13               | 21               | 4                | 16               | 7                | 13               | 5                | 3                | 28               | 2                | 1                | 11               | 55               | 7                | 24               | Automatic for the People  |
| 1991 | «Man on the Moon»                          | 39               | 24               | 20               | 18               | 34               | —                | 17               | 26               | 4                | 54               | 8                | —                | 30               | 4                | 2                | —                | —                | —                | —                | Automatic for the People  |
| 1992 | «The Sidewinder Sleeps Tonite»             | —                | —                | 40               | 17               | 61               | —                | 13               | 24               | 60               | —                | 29               | —                | —                | 28               | 24               | —                | —                | —                | —                | Automatic for the People  |
| 1992 | «Everybody Hurts»                          | 6                | —                | 31               | 7                | —                | 29               | 6                | —                | 8                | 4                | 12               | —                | 29               | —                | 21               | —                | 3                | —                | —                | Automatic for the People  |
| 1992 | «Nightswimming»                            | —                | —                | —                | 27               | 93               | —                | 18               | —                | —                | —                | 48               | —                | —                | —                | —                | —                | —                | —                | —                | Automatic for the People  |
| 1992 | «Find the River»                           | —                | —                | —                | 54               | —                | —                | —                | —                | —                | —                | —                | —                | —                | —                | —                | —                | —                | —                | —                | Automatic for the People  |
| 1992 | «What’s the Frequency, Kenneth?»           | 24               | 21               | 19               | 9                | 74               | 24               | 8                | 17               | 2                | 21               | 4                | 9                | 21               | 2                | 1                | 6                | 92               | 22               | 21               | Monster                   |
| 1994 | «Bang and Blame»                           | 29               | —                | 22               | 15               | 74               | —                | 14               | —                | 1                | 24               | 17               | —                | 19               | 3                | 1                | 10               | 44               | —                | —                | Monster                   |
| 1994 | «Strange Currencies»                       | —                | —                | —                | 9                | —                | —                | 26               | —                | 13               | 41               | —                | —                | 47               | 8                | 14               | 20               | —                | —                | —                | Monster                   |
| 1994 | «Crush with Eyeliner»                      | —                | —                | 45               | 23               | —                | —                | 21               | 12               | 28               | —                | —                | —                | —                | 20               | 33               | —                | —                | —                | —                | Monster                   |
| 1994 | «Tongue»                                   | —                | —                | —                | 13               | —                | —                | 12               | 25               | —                | —                | —                | —                | —                | —                | —                | 19               | —                | —                | —                | Monster                   |
| 1994 | «E-Bow the Letter»                         | 23               | 27               | 48               | 4                | 65               | 15               | 8                | 16               | 6                | —                | 32               | 6                | 49               | 15               | 2                | 11               | —                | 22               | 21               | New Adventures in Hi-Fi   |
| 1995 | «Bittersweet Me»                           | —                | —                | —                | 19               | 93               | —                | 20               | 15               | 6                | —                | —                | —                | 46               | 7                | 6                | —                | —                | —                | —                | New Adventures in Hi-Fi   |
| 1996 | «Electrolite»                              | —                | —                | 19               | 29               | 83               | —                | —                | —                | 24               | 92               | —                | —                | 96               | —                | —                | 20               | —                | —                | —                | New Adventures in Hi-Fi   |
| 1996 | «How the West Was Won and Where It Got Us» | —                | —                | —                | —                | —                | —                | —                | —                | —                | —                | —                | —                | —                | —                | —                | —                | —                | —                | —                | New Adventures in Hi-Fi   |
| 1996 | «Daysleeper»                               | —                | 17               | 9                | 6                | 57               | —                | 15               | 13               | 5                | 64               | 18               | 12               | 57               | 30               | 18               | —                | —                | 49               | 46               | Up                        |
| 1996 | «Lotus»                                    | —                | —                | 18               | 26               | —                | —                | —                | —                | 32               | —                | 50               | —                | —                | 31               | 31               | —                | —                | —                | 60               | Up                        |
| 1996 | «At My Most Beautiful»                     | —                | —                | —                | 10               | —                | —                | 28               | 28               | —                | —                | —                | —                | —                | —                | —                | —                | —                | —                | —                | Up                        |
| 1996 | «Suspicion»                                | —                | —                | —                | —                | —                | —                | —                | —                | —                | —                | —                | —                | —                | —                | —                | —                | —                | —                | —                | Up                        |
| 1999 | «The Great Beyond»                         | 25               | —                | —                | 3                | 56               | 10               | 6                | 3                | 16               | 91               | —                | 8                | 57               | 33               | 11               | —                | —                | 72               | 52               | Саундтрек Man on the Moon |

### 2000—2010-е
| Год  | Сингл                                          | Позиции в чартах | Позиции в чартах | Позиции в чартах | Позиции в чартах | Позиции в чартах | Позиции в чартах | Позиции в чартах | Позиции в чартах | Позиции в чартах | Позиции в чартах | Позиции в чартах | Позиции в чартах | Позиции в чартах | Позиции в чартах | Позиции в чартах | Позиции в чартах | Позиции в чартах | Позиции в чартах | Позиции в чартах | Альбом                   |
| Год  | Сингл                                          | АВС              | АВТ              | БЕЛ              | ВЕЛ              | ГЕР              | ЕВР              | ИРЯ              | ИТА              | КАН              | НИД              | НОЗ              | НОР              | США              | США. Main        | США. Alt         | ФИН              | ФРА              | ШВА              | ШВЕ              | Альбом                   |
| ---- | ---------------------------------------------- | ---------------- | ---------------- | ---------------- | ---------------- | ---------------- | ---------------- | ---------------- | ---------------- | ---------------- | ---------------- | ---------------- | ---------------- | ---------------- | ---------------- | ---------------- | ---------------- | ---------------- | ---------------- | ---------------- | ------------------------ |
| 2001 | «Imitation of Life»                            | 32               | 19               |                  |                  | 35               |                  |                  | 3                |                  | 54               |                  | 4                | 83               |                  | 22               | 14               | 99               | 27               | 32               | Reveal                   |
| 2001 | «All the Way to Reno (You’re Gonna Be a Star)» | —                | —                |                  |                  | 92               |                  |                  | 31               |                  |                  |                  |                  |                  |                  |                  |                  |                  | —                |                  | Reveal                   |
| 2001 | «I’ll Take the Rain»                           | —                | —                | —                |                  |                  |                  |                  | —                | —                |                  | —                | —                | —                | —                | —                |                  | —                | —                | —                | Reveal                   |
| 2001 | «Bad Day»                                      | 22               | 45               | —                |                  | 39               |                  |                  | 9                | —                | 68               | —                | 11               | —                | —                | —                | —                | —                | 39               | 43               | Reveal                   |
| 2001 | «Animal»                                       | —                |                  |                  |                  |                  |                  |                  | 20               |                  |                  |                  |                  |                  |                  |                  |                  |                  |                  |                  | Automatic for the People |
| 1981 | «Leaving New York»                             | —                | 32               |                  |                  | 16               | —                |                  | 2                |                  | 43               |                  | 7                |                  |                  |                  | —                | —                | 18               | 11               | Automatic for the People |
| 1982 | «Aftermath»                                    | —                | —                |                  |                  | 78               | —                |                  |                  |                  | 44               |                  | —                | —                |                  |                  | —                | —                | —                | 59               | Automatic for the People |
| 1982 | «Electron Blue»                                | —                | —                |                  |                  | —                |                  |                  | —                |                  |                  |                  | —                |                  | —                |                  | —                |                  | —                | —                | Automatic for the People |
| 1982 | «Wanderlust»                                   | —                | —                | —                |                  |                  | —                |                  | —                | —                | —                |                  | —                | —                | —                | —                | —                | —                | —                | —                | Automatic for the People |
| 1982 | «#9 Dream»                                     | —                | —                | —                | —                | —                | —                | —                | —                | —                | —                | —                | —                | —                | —                | —                | —                | —                | —                | —                | Automatic for the People |
| 1982 | «Supernatural Superserious»                    | —                | 26               |                  |                  | 26               |                  |                  | 14               |                  | 44               | —                | 1                | 85               | 36               | 21               | —                | —                | 21               | 17               | Monster                  |
| 1984 | «Hollow Man»                                   | —                | —                |                  | —                | —                | —                | —                | —                | —                | —                | —                | —                | —                | —                | —                | —                | —                | —                | —                | Monster                  |
| 1984 | «Man-Sized Wreath»                             | —                | —                | —                | —                | —                | —                | —                | —                | —                | —                | —                | —                | —                | —                | —                | —                | —                | —                | —                | Monster                  |
| 1984 | «Until the Day Is Done»                        | —                | —                | —                | —                | —                | —                | —                | —                | —                | —                | —                | —                | —                | —                | —                | —                | —                | 49               | —                | Monster                  |

### Другие чартовые песни
| Год  | Название                    | Позиция в чарте | Позиция в чарте | Позиция в чарте | Позиция в чарте | Альбом                                   |
| Год  | Название                    | U.S. Main       | U.S. Mod        | CAN             | UK              | Альбом                                   |
| ---- | --------------------------- | --------------- | --------------- | --------------- | --------------- | ---------------------------------------- |
| 1987 | «Ages of You»               | 39              | —               | —               | —               | Dead Letter Office                       |
| 1989 | «Turn You Inside-Out»       | 7               | 10              | —               | —               | Green                                    |
| 1991 | «Texarkana»                 | 7               | 4               | —               | —               | Out of Time                              |
| 1992 | «First We Take Manhattan»   | —               | 11              | —               | —               | I’m Your Fan: The Songs of Leonard Cohen |
| 1992 | «Ignoreland»                | 4               | 5               | 43              | —               | Automatic for the People                 |
| 1993 | «Photograph»                | —               | 9               | —               | —               | Born to Choose                           |
| 1995 | «Star 69»                   | 15              | 8               | 73              | —               | Monster                                  |
| 1997 | «The Wake-Up Bomb»          | 30              | —               | 51              | —               | New Adventures in Hi-Fi                  |
| 2007 | «Everybody Hurts [live]»    | —               | —               | —               | 116             | Live                                     |
| 2007 | «Losing My Religion [live]» | —               | —               | —               | 123             | Live                                     |

## Видеоальбомы
| Год  | Детали | Позиции в чартах | Позиции в чартах | Позиции в чартах | Позиции в чартах | Позиции в чартах | Позиции в чартах | Позиции в чартах | Позиции в чартах | Позиции в чартах | Позиции в чартах | Позиции в чартах | Сертификации |
| Год  | Детали | АВС              | АВТ              | БЕЛ              | ВЕЛ              | ВЕН              | ГЕР              | ИТА              | НИД              | НОР              | США              | ШВЕ              | Сертификации |
| ---- | --- | ---------------- | ---------------- | ---------------- | ---------------- | ---------------- | ---------------- | ---------------- | ---------------- | ---------------- | ---------------- | ---------------- | ------------ |
| 1987 | Succumbs Детали - Релиз: Октябрь - Лейбл: A&M Video                                                                                               | —                | —                | —                | —                | —                | —                | —                | —                | —                | 2                | —                |              |
| 1990 | Pop Screen Детали - Лейбл: Eagle Vision | —                | —                | —                | —                | —                | —                | —                | —                | —                | 1                | —                |              |
| 1990 | Tourfilm Детали - Лейбл: Eagle Vision | —                | —                | —                | —                | —                | —                | —                | —                | —                | 1                | —                |              |
| 1991 | This Film is On Детали - Релиз: Октябрь - Лейбл: A&M Video                                                                                        | —                | —                | —                | —                | —                | —                | —                | —                | —                | 7                | —                |              |
| 1995 | Parallel Детали - Релиз: Октябрь - Лейбл: A&M Video                                                                                               | —                | —                | —                | —                | —                | —                | —                | —                | —                | 7                | —                |              |
| 1996 | Road Movie Детали - Релиз: Октябрь - Лейбл: A&M Video                                                                                             | —                | —                | —                | —                | —                | —                | —                | —                | —                | 3                | —                |              |
| 2003 | In View: The Best of R.E.M. 1988—2003 Детали - Релиз: Октябрь - Лейбл: A&M Video                                                                  | —                | 1                | —                | —                | —                | —                | —                | —                | —                | 19               | 5                |              |
| 2004 | Perfect Square Детали - Релиз: Октябрь - Лейбл: A&M Video                                                                                         | —                | —                | —                | —                | —                | —                | —                | —                | —                | 3                | —                |              |
| 2006 | When the Light Is Mine: The Best of the I.R.S. Years 1982—1987 Детали - Релиз: 10 сентября - Лейбл: Peppermint Music Video - Формат: VHS, DVD, LD | —                | —                | —                | —                | —                | —                | —                | —                | —                | —                | —                |              |
| 2007 | R.E.M. Live Детали - Релиз: 19 ноября - Лейбл: Picture Music International - Формат: VHS, LD                                                      | —                | —                | —                | —                | —                | —                | —                | —                | —                | —                | —                |              |
| 2011 | R.E.M. Live from Austin, TX Детали - Релиз: 13 мая - Лейбл: Picture Music International - Формат: VHS, LD                                         | —                | —                | —                | —                | —                | —                | —                | —                | —                | —                | —                |              |
| 2014 | REMTV Детали - Релиз: 20 октября - Лейбл: Picture Music International - Формат: VHS                                                               | —                | —                | —                | —                | —                | —                | —                | —                | —                | —                | —                |              |